# کوه هانانگ
کوه هانانگ (به لاتین: Mount Hanang) یک کوه در تانزانیا است که در منطقه مانیارا واقع شده است. کوه هانانگ ۳٬۴۲۰ متر بالاتر از سطح دریا واقع شده است.